# Frederic Massara
Frederic Massara (Torino, 11 novembre 1968) è un dirigente sportivo, allenatore di calcio ed ex calciatore italiano, di ruolo attaccante, direttore sportivo della Roma.

## Carriera

### Giocatore
Disputa le giovanili nel Torino, mettendosi in luce fra i ragazzi del Filadelfia più promettenti, rivelandosi un attaccante agile e scattante anche se non molto potente fisicamente: coi granata conquista l'edizione 1987 del Torneo di Viareggio e viene spesso aggregato alla prima squadra nella stagione 1986-1987, pur non riuscendo tuttavia ad esordire in prima squadra. A fine stagione il club piemontese lo cede al Pavia.
In riva al Ticino, disputa 2 campionati di Serie C1 e due di Serie C2, mettendosi in luce come buon attaccante (26 reti complessive).
Nell'estate 1991 viene invece acquistato dal Pescara, voluto da Giovanni Galeone che vede in lui un attaccante laterale ideale per il proprio modulo 4-3-3. I risultati sono subito positivi: gli abruzzesi centrano la promozione in Serie A e Massara contribuisce attivamente al successo con 8 reti in 38 incontri. Resta coi biancazzurri anche nella stagione successiva in massima serie, ma pur mantenendo il posto da titolare (27 presenze) le reti realizzate scendono a 3 (fra cui quella del provvisorio 4-2 nella celebre sfida col Milan poi finita 5-4 per i rossoneri), e gli abruzzesi chiudono il torneo all'ultimo posto. Resta col Pescara anche per il campionato 1993-1994, concluso con una salvezza sofferta e sole 4 reti all'attivo, quindi viene ceduto alla Fidelis Andria.
Fra i pugliesi disputa due campionati cadetti non particolarmente esaltanti (8 sole reti complessive), il secondo dei quali concluso con la retrocessione, così come l'annata successiva disputata nelle file del Palermo e anche quello seguente, sempre coi rosanero che evitano la C2 solo per ripescaggio. Dopo un anno all'Arezzo in C1, torna al Pescara in Serie B, ma in 21 incontri non riesce mai ad andare a segno.
Gli ultimi anni di carriera lo vedono in C2 con Moncalieri, nuovamente Fidelis Andria e Tivoli.
Chiude la carriera da calciatore nel 2006 dopo aver totalizzato complessivamente 27 presenze e 3 reti in Serie A e 194 presenze e 22 reti in Serie B.

### Allenatore
Terminata l'attività agonistica intraprende quella di allenatore, ricoprendo l'incarico di vice-allenatore con Benevento, Pescara e Martina.

### Dirigente
Da luglio 2008 collabora con il direttore sportivo Walter Sabatini, dapprima nel Palermo e poi nella Roma.
Il 2 maggio 2011 ottiene la qualifica di direttore sportivo con la valutazione di 110/110. Il 6 ottobre 2016 viene scelto per ricoprire il ruolo di direttore sportivo alla Roma, in sostituzione di Sabatini, salvo poi lasciare l’incarico il 1 settembre 2017 per seguire lo stesso Sabatini nell’esperienza di coordinatore dell'area tecnica delle squadre di Suning, l’Inter e il Jiangsu Suning. Lascia il ruolo il 29 marzo 2018.
Il 1º giugno torna alla Roma in veste di segretario generale, e l'8 marzo 2019 viene nuovamente nominato direttore sportivo in seguito alla risoluzione consensuale fra la società e il suo predecessore Monchi. Il 5 giugno 2019, la Roma e Massara risolvono consensualmente il loro rapporto.
Il 21 giugno 2019 il Milan lo ingaggia come direttore sportivo del club. Nella stagione 2021-2022 il Milan torna a vincere il campionato, a undici anni di distanza dalla precedente affermazione. Il 7 giugno 2023, a seguito di divergenze con la proprietà riguardanti il modello di gestione del club, viene comunicata l'interruzione del rapporto con il club.
Il 10 giugno 2024 viene nominato nuovo direttore sportivo del Rennes. Il 15 maggio 2025 viene annunciata la sua separazione dal club francese. Il 19 giugno seguente torna per la terza volta alla Roma come direttore sportivo, a distanza di sei anni dall’ultima esperienza.

## Statistiche

### Presenze e reti nei club
| Stagione              | Squadra               | Campionato            | Campionato | Campionato | Coppe nazionali | Coppe nazionali | Coppe nazionali | Coppe continentali | Coppe continentali | Coppe continentali | Altre coppe | Altre coppe | Altre coppe | Totale | Totale | Totale |
| Stagione              | Squadra               | Comp                  | Pres       | Reti       | Comp            | Pres            | Reti            | Comp               | Pres               | Reti               | Comp        | Pres        | Reti        | Pres   | Reti   |        |
| --------------------- | --------------------- | --------------------- | ---------- | ---------- | --------------- | --------------- | --------------- | ------------------ | ------------------ | ------------------ | ----------- | ----------- | ----------- | ------ | ------ | ------ |
| 1986-1987             | Torino                | A                     | 0          | 0          | CI              | 0               | 0               | CU                 | 0                  | 0                  | -           | -           | -           | 0      | 0      |        |
| 1987-1988             | Pavia                 | C1                    | 23         | 5          | CI-C            | ?               | ?               | -                  | -                  | -                  | -           | -           | -           | 23+    | 5+     |        |
| 1988-1989             | Pavia                 | C2                    | 22         | 3          | CI-C            | ?               | ?               | -                  | -                  | -                  | -           | -           | -           | 22+    | 3+     |        |
| 1989-1990             | Pavia                 | C2                    | 30         | 8          | CI-C            | ?               | ?               | -                  | -                  | -                  | -           | -           | -           | 30+    | 8+     |        |
| 1990-1991             | Pavia                 | C1                    | 28         | 8          | CI-C            | ?               | ?               | -                  | -                  | -                  | -           | -           | -           | 28+    | 8+     |        |
| Totale Pavia          | Totale Pavia          | Totale Pavia          | 103        | 24         |                 | ?               | ?               |                    | -                  | -                  |             | -           | -           | 103+   | 24+    |        |
| 1991-1992             | Pescara               | B                     | 38         | 7          | CI              | 2               | 0               | -                  | -                  | -                  | -           | -           | -           | 40     | 7      |        |
| 1992-1993             | Pescara               | A                     | 27         | 3          | CI              | ?               | 0               | -                  | -                  | -                  | -           | -           | -           | 27     | 3      |        |
| 1993-1994             | Pescara               | B                     | 35         | 4          | CI              | 1               | 0               | -                  | -                  | -                  | -           | -           | -           | 36     | 4      |        |
| 1994-1995             | Fidelis Andria        | B                     | 37         | 3          | CI              | 2               | 1               | -                  | -                  | -                  | -           | -           | -           | 39     | 4      |        |
| 1995-1996             | Fidelis Andria        | B                     | 35         | 5          | CI              | 1               | 0               | -                  | -                  | -                  | -           | -           | -           | 36     | 5      |        |
| 1996-1997             | Palermo               | B                     | 28         | 2          | CI              | 1               | 0               | -                  | -                  | -                  | -           | -           | -           | 29     | 2      |        |
| 1997-1998             | Palermo               | C1                    | 23         | 2          | CI+CI-C         | 2+3             | 0+0             | -                  | -                  | -                  | -           | -           | -           | 28     | 2      |        |
| Totale Palermo        | Totale Palermo        | Totale Palermo        | 51         | 4          |                 | 6               | 0               |                    | -                  | -                  |             | -           | -           | 57     | 4      |        |
| 1998-1999             | Arezzo                | C1                    | 27         | 6          | CI-C            | 0               | 0               | -                  | -                  | -                  |             | -           | -           | 27     | 6      |        |
| 1999-2000             | Pescara               | B                     | 21         | 0          | CI              | 7               | 3               | -                  | -                  | -                  | -           | -           | -           | 28     | 3      |        |
| Totale Pescara        | Totale Pescara        | Totale Pescara        | 121        | 14         |                 | 10+             | 3+              |                    | -                  | -                  |             | -           | -           | 131+   | 17+    |        |
| 2000-2001             | Moncalieri            | C2                    | 29+2       | 2+0        | CI-C            | 0               | 0               | -                  | -                  | -                  |             | -           | -           | 31     | 2      |        |
| 2001-2002             | Fidelis Andria        | C2                    | 8          | 0          | CI-C            | 0               | 0               | -                  | -                  | -                  |             | -           | -           | 8      | 0      |        |
| Totale Fidelis Andria | Totale Fidelis Andria | Totale Fidelis Andria | 80         | 8          |                 | 3               | 1               |                    | -                  | -                  |             | -           | -           | 83     | 9      |        |
| 2002-2003             | Tivoli                | C2                    | 6          | 1          | CI-C            | 0               | 0               | -                  | -                  | -                  |             | -           | -           | 6      | 1      |        |
| 2003-2004             | Giulianova            | C1                    | ?          | ?          | CI-C            | ?               | ?               | -                  | -                  | -                  |             | -           | -           | ?      | ?      |        |
| Totale carriera       | Totale carriera       | Totale carriera       | 419+       | 59+        |                 | 19+             | 4+              |                    | -                  | -                  |             | -           | -           | 438+   | 63+    |        |

## Palmarès

### Club

#### Competizioni giovanili
- Torneo di Viareggio: 1

Torino: 1987